# カロニーア
カロニーア（イタリア語: Caronia, シチリア語: Carunìa）は、イタリア共和国シチリア州メッシーナ県にある、人口約3,200人の基礎自治体（コムーネ）。

## 名称
歴史上は以下の名で呼ばれた。
- ギリシア語: Καλάκτα
- ラテン語: Calacte

## 地理

### 位置・広がり
メッシーナ県のコムーネ。県都メッシーナから西へ99kmの距離にある。

#### 隣接コムーネ
隣接するコムーネは以下の通り。
- アックエドルチ
- カピッツィ
- チェザロ
- ミストレッタ
- サン・フラテッロ
- サント・ステーファノ・ディ・カマストラ

## 行政

### 分離集落
以下の分離集落がある。
- MMarina di Caronia, Canneto, Ricchiò, Torre del Lauro

カンネート (Canneto (Caronia)) （カンネート・ディ・カローニアとも。日本語文献ではしばしば「カネット・ディ・カロニア」と表記される）では、2000年代より発火現象が相次いでおり、2014年現在その原因は明らかになってはいない。不可解な事件として、しばしばマスコミにも取り上げられている。